# Sudamericano Juvenil A de Rugby 2012
El Sudamericano Juvenil A de Rugby del 2012 fue el torneo disputado en septiembre en Argentina por 4 selecciones de menores de 19 años (M19) del nivel A afiliadas a la Confederación Sudamericana de Rugby y clasificaba a Paraguay o a Uruguay al Trofeo Mundial de Trofeo Mundial de Rugby Juvenil 2013 a disputarse en Chile. En esta oportunidad, el campeonato desarrollado en Villa María en la provincia de Córdoba tuvo un formato más simple que el de los últimos años organizado como un cuadrangular a una sola ronda. La competición la ganó Argentina como todos los Sudamericanos Juveniles en que se presentó, venció en los tres partidos con goleadas abultadas y por primera vez mantuvo el ingoal invicto, es decir, sin tantos en contra. La selección paraguaya clasificó última por lo que debió disputar un partido de repechaje frente a Brasil por su calidad de ganador del Sudamericano Juvenil B de Rugby 2012. Dicho enfrentamiento se llevó a cabo en la cancha del club CURDA de Asunción del Paraguay el 2 de junio de 2013, y al vencer el equipo visitante resignó a los Yacarés a disputar el Juvenil de la división B ese mismo año.

## Equipos participantes
- Selección juvenil de rugby de Argentina (Pumas M19)
- Selección juvenil de rugby de Chile (Cóndores M19)
- Selección juvenil de rugby de Paraguay (Yacarés M19)
- Selección juvenil de rugby de Uruguay (Teros M19)

## Posiciones
| Pos. | Equipo    | Encuentros | Encuentros | Encuentros | Encuentros | Tantos  | Tantos    | Tantos     | Puntos |
| Pos. | Equipo    | jugados    | ganados    | empatados  | perdidos   | a favor | en contra | diferencia | Puntos |
| ---- | --------- | ---------- | ---------- | ---------- | ---------- | ------- | --------- | ---------- | ------ |
| 1    | Argentina | 3          | 3          | 0          | 0          | 314     | 0         | + 314      | 9      |
| 2    | Chile     | 3          | 2          | 0          | 1          | 109     | 109       | 0          | 6      |
| 3    | Uruguay   | 3          | 1          | 0          | 2          | 106     | 95        | + 11       | 3      |
| 4    | Paraguay  | 3          | 0          | 0          | 3          | 9       | 334       | - 325      | 0      |

Nota: Se otorgan 3 puntos al equipo que gane un partido, 1 al que empate y 0 al que pierda
|  | Campeón y disputará el SRJ A 2013 |

|  | Disputarán el SRJ A 2013 |

|  | A repechaje por un lugar en SRJ A 2013 |

## Resultados

### Primera Fecha
| 16 de septiembre 14:00 | Chile | 76 - 9  | Paraguay | cancha de San Martín Rugby Club, Villa María, Argentina |                                    |
|                        |       | Reporte |          | Árbitro(s): Joaquín Montes Uruguay                      | Árbitro(s): Joaquín Montes Uruguay |

| 16 de septiembre 15:45 | Argentina | 62 - 0  | Uruguay | cancha de San Martín Rugby Club, Villa María, Argentina |                                          |
|                        |           | Reporte |         | Árbitro(s): Francisco Pastrana Argentina                | Árbitro(s): Francisco Pastrana Argentina |

### Segunda Fecha
| 19 de septiembre 14:00                                | Uruguay | 84 - 0  | Paraguay | cancha de Jockey Club Villa María, Villa María, Argentina |                                      |
|                                                       |         | Reporte |          | Árbitro(s): Juan Sylvestre Argentina                      | Árbitro(s): Juan Sylvestre Argentina |
| Clasificación al Trofeo Mundial de Rugby Juvenil 2013 |         |         |          |                                                           |                                      |

| 19 de septiembre 15:45 | Argentina | 78 - 0  | Chile | cancha de Jockey Club Villa María, Villa María, Argentina |                                     |
|                        |           | Reporte |       | Árbitro(s): Henrique Platais Brasil                       | Árbitro(s): Henrique Platais Brasil |

### Tercera Fecha
| 22 de septiembre 14:00 | Uruguay | 22 - 33 | Chile | cancha de Jockey Club Villa María, Villa María, Argentina |                                      |
|                        |         | Reporte |       | Árbitro(s): Juan Sylvestre Argentina                      | Árbitro(s): Juan Sylvestre Argentina |

| 22 de septiembre 15:45 | Argentina | 174 - 0 | Paraguay | cancha de Jockey Club Villa María, Villa María, Argentina |                                     |
|                        |           | Reporte |          | Árbitro(s): Henrique Platais Brasil                       | Árbitro(s): Henrique Platais Brasil |

| Bandera de Argentina  |
| Campeón Argentina     |
| Vigésimo sexto título |

## Clasificación al Trofeo Mundial
Argentina estaba clasificada al Campeonato Mundial Juvenil del 2013 (1.ª división) y Chile, en calidad de organizador estará presente en el Trofeo Mundial Juvenil (2.ª división) del mismo año. El único cupo de Sudamérica para el Trofeo era para el mejor posicionado en la tabla de clasificación de Paraguay y Uruguay, por lo que este último se aseguró un lugar en Chile 2013.